# CH2女团
CH2女团，旧称CH2高校偶像女团，是一个中国大陆的女子偶像组合，由闻澜（上海）文化传媒旗下打造，团名取自英文单词Chance（机遇）和Change（改变）的前两个字母。

## 背景资料
- 虽然被称作女团，但该组合的外务几乎都与游戏推广有关，例如担任网络游戏大使、ChinaJoy展会站台、网吧开业表演、参加斗鱼嘉年华等，使其性质其实更偏向Showgirl。[2]
- 成立初期，CH2女团还有机会在中樱桃的剧场公演。闻澜独立发展后，由于没有专属舞台和定期演出，通常三个月才出一支舞。[2]
- 前Lunar女团成员赵羚（小爱）同时兼任团内助教和经纪人。
- 该团采取轮流C位。

### 球球宝贝选拔赛
- 2016年，因为电竞游戏《球球大作战》即将举办CEST校园挑战赛，因此运营官方趁热推出赛事宣传大使「球球宝贝」选拔赛。[3]
- 「球球宝贝」选拔赛由上海艾播文化传播有限公司、上海中樱桃文化传媒有限公司共同主办。[4][2]
- 主办方从2500多名报名申请中选出了40名选手到上海接受为期1个月的集训。[5]
- 最终刘雪丽获得全国总冠军。而杨超越因获得网络人气冠军，和另外10位女生一起脱颖而出，组成了一个叫「球球宝贝」的临时组合，开始了她们的练习生生涯。[6][7]

### CH2组合
- 2017年初，8名「球球宝贝」成员正式更名为「CH2高校偶像女团」，并开始发行原创单曲，但未正式出道。[7]
- 成员关丹于2017年4月23日参加了日方主办的“FASHION LEADERS REAL.6”中国区选拔赛，最终以中国区冠军身份晋级日本大阪FLR.6决赛，被日本网民称为“熊猫少女”并获得现场日本观众票选的人气冠军。[8]
- 2018年，团员杨超越，杨美玲，杨美琪同经纪人赵羚参加《创造101》选秀节目。其中赵羚第2集淘汰，杨美玲，杨美琪第4集淘汰。
- 6月23日，《创造101》总决赛中，杨超越获得最终排名第3名，以「火箭少女101」组合成员出道。[9]
- 6月28日，团员关丹在微博发文表示与CH2女团解约。[10]

## 成员
| 成员列表 | 成员列表          | 成员列表       | 成员列表 | 成员列表          | 成员列表                                                                                |
| 姓名     | 外号              | 出生日期       | 出生地   | 加入期别          | 备注                                                                                    |
| -------- | ----------------- | -------------- | -------- | ----------------- | --------------------------------------------------------------------------------------- |
| 关丹     | 熊猫少女、蛋蛋    | 1995年9月27日  | 山西     | 1期               | 队长                                                                                    |
| 唐艳茹   | 唐大头、糖糖      | 1998年2月28日  | 山东     | 1期               | 全能才子，演技出众，擅长小品、舞台剧                                                    |
| 胡婉莹   | 老胡、胡萝卜      | 1998年1月18日  | 湖北     | 1期               | 主唱，舞蹈担当                                                                          |
| 刘雪丽   | 刘七秒 、冰糖雪梨 | 1997年12月18日 | 四川     | 1期               | 性感担当，擅长主持、跳舞                                                                |
| 杨美玲   | 姐姐              | 1998年3月21日  | 江苏无锡 | 1期               | 双胞胎姐姐                                                                              |
| 杨美琪   | 猪蹄妹妹、皇冠妹  | 1998年3月21日  | 江苏无锡 | 1期               | 双胞胎妹妹                                                                              |
| 范悦     | 范妈妈、饭饭      | 1998年4月26日  | 江西     | 1期               | 擅长跳舞                                                                                |
| 杨超越   | 全村的希望        | 1998年7月31日  | 江苏盐城 | 1期               | 全团年纪最小，综艺感最强 現以火箭少女101成員身份活動中                                  |
| 赵羚     | 小爱              | 1991年2月21日  | 上海     | 《创造101》第一期 | 前Lunar女团成员，现于CH2女团担任团内助教和经纪人 2018年以CH2女团成员身份参加《创造101》 |

## 作品

### 音乐作品
| 年份 | 曲名           | 備註                           |
| 2017 | 《至我》       | Youtube（页面存档备份，存于）  |
| 2017 | 《新维度青春》 | Youtube（页面存档备份，存于）  |
| 2017 | 《启航》       | bilibili（页面存档备份，存于） |
| 2017 | 《快乐迪斯科》 | bilibili（页面存档备份，存于） |
| 2018 | 《听雪恋歌》   | bilibili（页面存档备份，存于） |

### 固定节目
- 2018年4月21日 - 2018年6月23日《创造101》參賽者

### 教学视频
| 年份   | 名称                              | 期数 | 成员 |
| 2017年 | 德州扑克 牌手的进阶之路           | 2    | 全员 |
| 2017年 | 德州扑克荷官教学 从小白到大赛荷官 | 10   | 全员 |

## 赛事
| 日期 | 活动                                     | 提名   | 结果     | 备注         |
| 2017 | 中日时尚领跑者-模特大赛上海决赛          | 关丹   | 冠军     | 全团参赛     |
| 2017 | KANSAI COLLECTION FASHION LEADERS real.6 | 关丹   | 冠军     | 关丹一人参赛 |
| 2017 | 2017 CEST 王者荣耀 COSPLAY 新秀赛        | 不適用 | 不適用   | 全团参赛     |
| 2018 | 全球网红影响力盛典                       | 关丹   | 入圍10强 | 全团参赛     |

## 争议
- 在6月2日《创造101》新一期节目播出后，#实名diss杨超越# 的话题一度登上微博热搜第二位，但是闻澜文化并没有发表声明维护自家的女团成员，反而闻澜文化传媒的官博还在6月4日晚抢红包，领到了两毛六分钱，使该公司的运营能力令人质疑。[17]
- 闻澜文化负责人寿玮达在《创造101》赛后的采访中表示第一眼看到杨超越的时候，脑海中的感觉就是《喜剧之王》中张柏芝穿着学生服背了个书包从台阶上下来的，伴着莫文蔚歌声的那个镜头。但网友们表示这是张柏芝被黑得最惨的一次。[18]